# Momir Ilić
Momir Ilić (srb. Момир Илић) (ur. 22 grudnia 1981 w Aranđelovacu) – serbski piłkarz ręczny, reprezentant kraju. Gra na pozycji rozgrywającego. Wicemistrz Europy 2012.
Od sezonu 2013/14 występuje w węgierskim MKB Veszprém KC.

## Sukcesy
reprezentacyjne
- Wicemistrzostwo Europy: 2012

klubowe
- 2007:  wicemistrzostwo Słowenii
- 2009:  puchar EHF
- 2010, 2012:  zwycięstwo w Lidze Mistrzów
- 2010, 2012, 2013:  mistrzostwo Niemiec
- 2011, 2012, 2013:  puchar Niemiec
- 2011:  Klubowe Mistrzostwo Świata
- 2016:  finalista Ligi Mistrzów

indywidualne
- MVP: Mistrzostwa Europy 2012[1]
- Król strzelców Ligi Mistrzów w sezonie 2013/2014

## Wyróżnienia
- Najlepszy piłkarz ręczny roku 2012 w Serbii[2]